# Pipriac
Pipriac est une commune française située dans le département d'Ille-et-Vilaine en région Bretagne.

## Géologie
Dans un article de 1966 « Problems in paleoclimatology (réimpression à partir des "Nato Paleociimates conferences", Newcastle,  1963). Dangeard (Observations and reflections on the periglacial and glacial formations of the upper Brioverian) » sur la base de l'étude du gisement du Bois Gory, près  de  Pipriac, estime, contrairement  aux auteurs précédents, que les poudingues de Gourin ont une origine fluvio-glaciaire.

## Géographie
Située en Bretagne dans le sud du département d'Ille-et-Vilaine.

### Communes limitrophes
Les communes limitrophes sont Bruc-sur-Aff, Lieuron, Saint-Ganton, Saint-Just, Saint-Séglin, Guipry-Messac et Val d'Anast.
| Saint-Séglin | Val-d'Anast Lieuron     |               |
| Bruc-sur-Aff | Pipriac                 | Guipry-Messac |
|              | Saint-Ganton Saint-Just |               |

### Hydrographie
Pour un article plus général, voir Réseau hydrographique d'Ille-et-Vilaine.
La commune est située dans le bassin Loire-Bretagne. Elle est drainée par le Canut, le Combs, la Beltière, le Moulin Alain, le Pont David, le ruisseau de la Chire, le ruisseau de la Gâtinelais, le ruisseau de launay et le ruisseau du Fougeray,le ruisseau du Hil et un autre petit cours d'eau,.
Le Canut, d'une longueur de 24 km, prend sa source dans la commune de Saint-Ganton et se jette  dans la Vilaine à Avessac, après avoir traversé huit communes. 
Le Combs, d'une longueur de 22 km, prend sa source dans la commune de Val d'Anast et se jette  dans l'Aff  à Bruc-sur-Aff, après avoir traversé huit communes. 

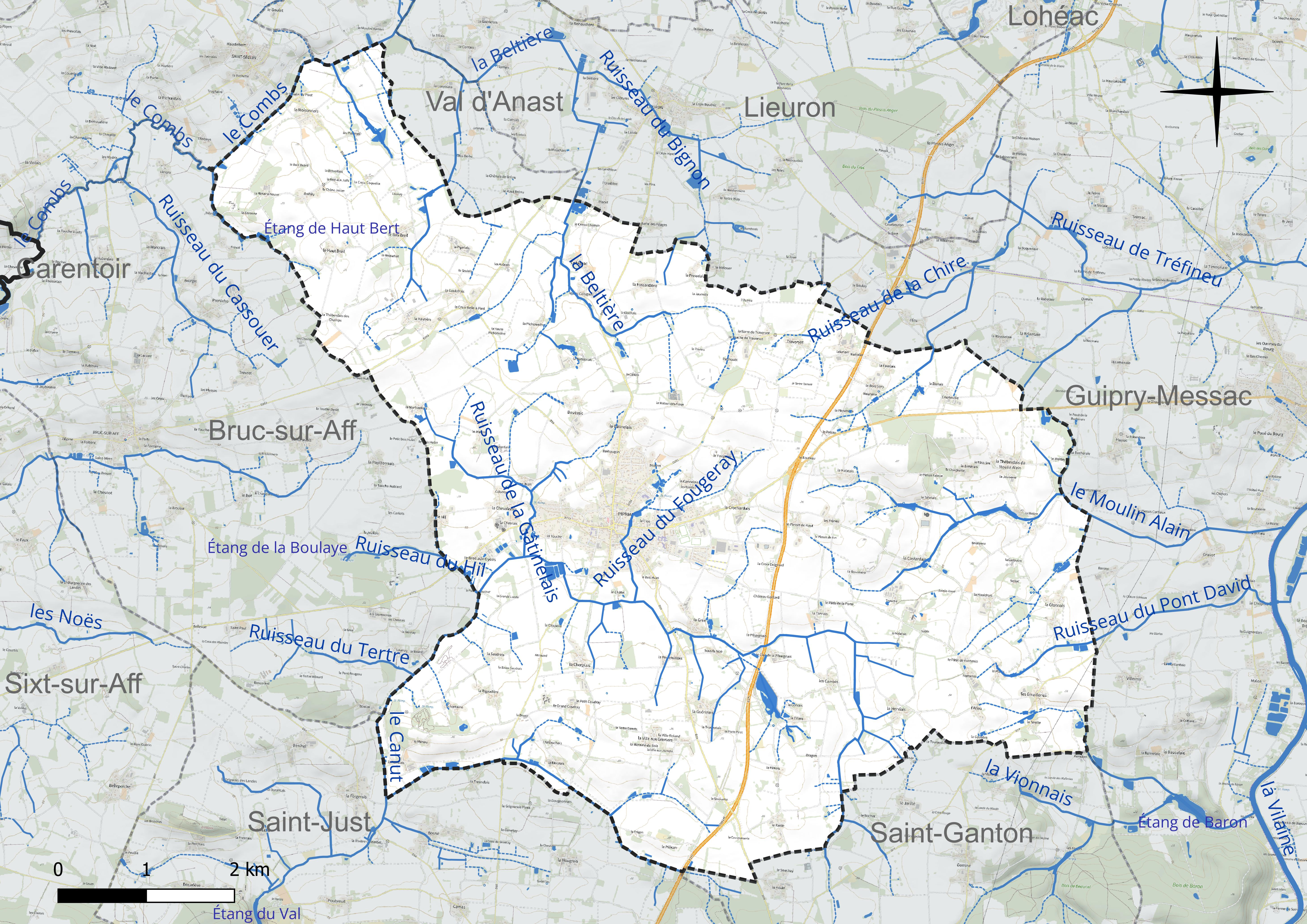
Réseau hydrographique de Pipriac.

Un plan d'eau complète le réseau hydrographique : l'étang de Haut Bert, d'une superficie totale de 0,7 ha (0,47 ha sur la commune),.

### Climat
Pour des articles plus généraux, voir Climat de la Bretagne et Climat d'Ille-et-Vilaine.
En 2010, le climat de la commune est de type climat océanique franc, selon une étude du CNRS s'appuyant sur une série de données couvrant la période 1971-2000. En 2020, Météo-France publie une typologie des climats de la France métropolitaine dans laquelle la commune est exposée à un climat océanique et est dans la région climatique  Bretagne orientale et méridionale, Pays nantais, Vendée, caractérisée par une faible pluviométrie en été et une bonne insolation. Parallèlement l'observatoire de l'environnement en Bretagne publie en 2020 un zonage climatique de la région Bretagne, s'appuyant sur des données de Météo-France de 2009. La commune est, selon ce zonage, dans la zone « Sud Est », avec des étés relativement chauds et ensoleillés.
Pour la période 1971-2000, la température annuelle moyenne est de 11,6 °C, avec une amplitude thermique annuelle de 13,1 °C. Le cumul annuel moyen de précipitations est de 751 mm, avec 12,2 jours de précipitations en janvier et 6,1 jours en juillet. Pour la période 1991-2020, la température moyenne annuelle observée sur la station météorologique la plus proche, située sur la commune de La Noë-Blanche à 16 km à vol d'oiseau, est de 12,2 °C et le cumul annuel moyen de précipitations est de 780,5 mm,. Pour l'avenir, les paramètres climatiques de la commune estimés pour 2050 selon différents scénarios d'émission de gaz à effet de serre sont consultables sur un site dédié publié par Météo-France en novembre 2022.

## Urbanisme

### Typologie
Au 1er janvier 2024, Pipriac est catégorisée bourg rural, selon la nouvelle grille communale de densité à sept niveaux définie par l'Insee en 2022.
Elle appartient à l'unité urbaine de Pipriac, une unité urbaine monocommunale constituant une ville isolée,. La commune est en outre hors attraction des villes,.

### Occupation des sols
L'occupation des sols de la commune, telle qu'elle ressort de la base de données européenne d'occupation biophysique des sols Corine Land Cover (CLC), est marquée par l'importance des territoires agricoles (95,3 % en 2018), en diminution par rapport à 1990 (96,2 %). La répartition détaillée en 2018 est la suivante : 
terres arables (59,1 %), zones agricoles hétérogènes (20,7 %), prairies (15,5 %), zones urbanisées (3,8 %), forêts (1 %). L'évolution de l'occupation des sols de la commune et de ses infrastructures peut être observée sur les différentes représentations cartographiques du territoire : la carte de Cassini (XVIIIe siècle), la carte d'état-major (1820-1866) et les cartes ou photos aériennes de l'IGN pour la période actuelle (1950 à aujourd'hui).

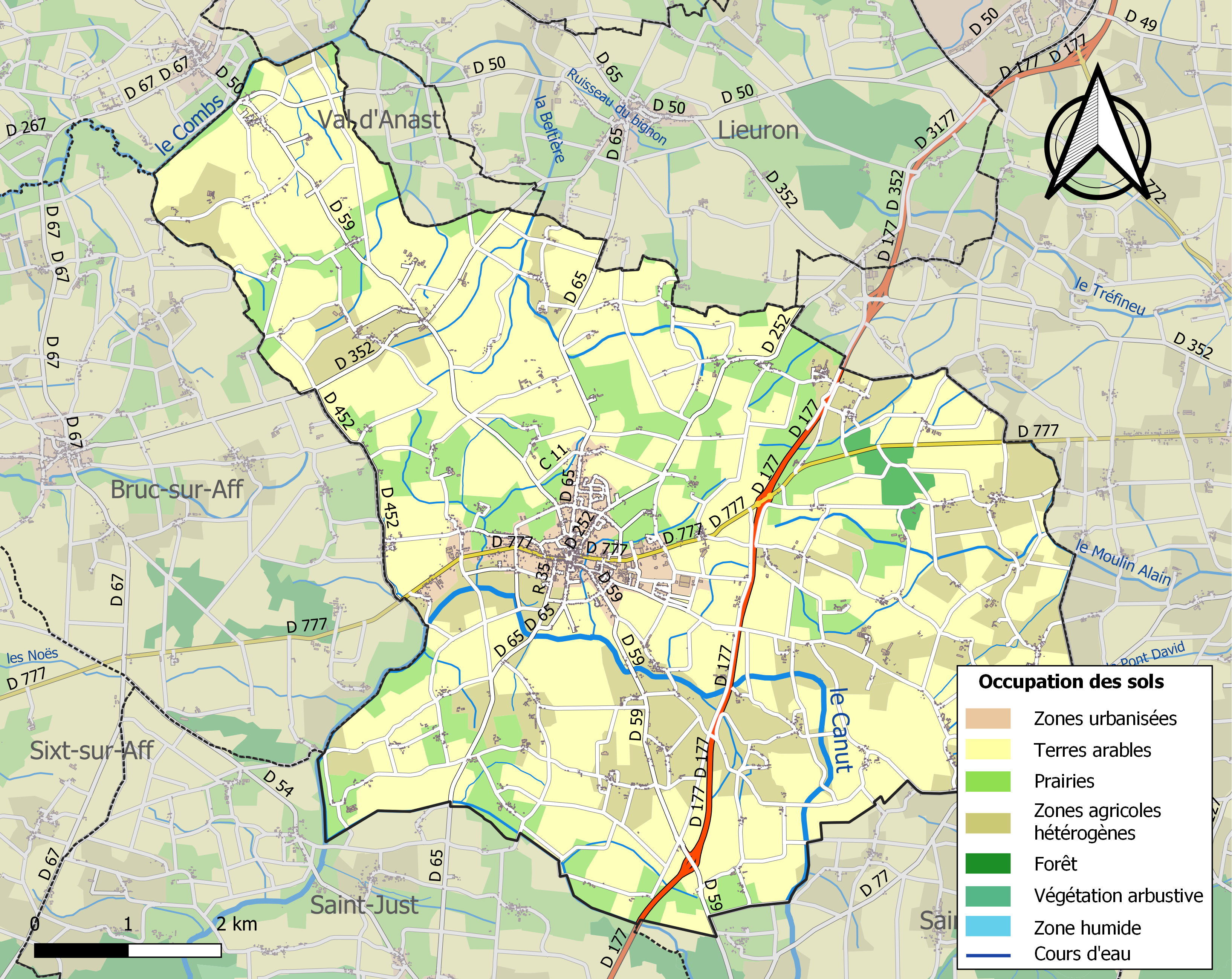
Carte des infrastructures et de l'occupation des sols de la commune en 2018 (CLC).

## Toponymie
Le nom de la localité est attesté sous la forme Vicaria Prisperiaca dans la donation d'Anauuoreth. Prispiriac en 834, Prisbiriac en 882, Prispriac en 1107, Pripriac en 1386, Piperiac en 1637, Piperiac en 1713.
Il s'agit sans doute d'un type toponymique gaulois, gallo-roman ou gallo-brittonique, peut-être *Prispiriacum, nom de domaine sans doute basé sur un anthroponyme qu'il est difficile d'identifier et suivi du suffixe -(I)ACU qui a régulièrement abouti à la terminaison -(i)ac dans la partie de la Bretagne où l'on a parlé breton, alors qu'à l'est de Rennes, il a abouti à la terminaison -é.
L'hypothèse d'une étymologie semblable à l'ancienne commune de Piré-sur-Seiche, c'est-à-dire liée à la culture du poirier (Piriacum en latin), ajouté à un préfixe issu de l'ancien français "pris" du latin "pretium" ayant comme signification "valeur", cette hypothèse donnerait au terme latin "Prispiriacum" une transcription proche de "le bon lieu planté de poiriers". Le cartulaire de l'Abbaye de Redon mentionne en outre la culture de poiriers en vue d'une production locale de cidres à base de poires (poirés).

## Histoire

### Moyen-Âge
Pipriac est, semble-t-il, une ancienne paroisse primitive appartenant au doyenné de Lohéac. Pipriac est cité comme paroisse.
Pipriac englobait autrefois sa trève Saint-Ganton et le territoire de Bruc-sur-Aff.
Vers la fin de ce IXe siècle, une contestation s'éleva entre les moines de Redon, possesseurs de la paroisse de Langon, et quelques habitants de Pipriac, au sujet des limites de ces deux paroisses. L'affaire fut portée devant Alain le Grand, comte de Vannes, dont l'autorité remplaçait alors celle des anciens machtierns. Ce prince vint lui-même sur les lieux, écouta les raisons données par Cadwobri, Breselvobri et Wetenic, représentant les intérêts des habitants de Pipriac, et termina le différend. À cette époque Pipriac était une très grande paroisse, puisque, outre le territoire actuel de Saint-Ganton, sa trève au Moyen Âge, elle renfermait encore Teillac, village se trouvant aujourd'hui en Saint-Just.
En 1294, le territoire dépend de la baronnie de Bossac et du bailli de Ploërmel. On voyait dans le bourg de Pipriac l'auditoire, la prison et les ceps et collier de la seigneurie de Bossac en Bruc : cette seigneurie exerçait aussi un droit de haute justice et un droit de quintaine. La paroisse de Pipriac dépendait jadis de l'ancien évêché de Saint-Malo.

### Temps modernes
Une école est créée en 1719.

### LeXXesiècle

#### La Belle Époque
Le 5 avril 1903 est mis en service le tronçon Messac-Ploërmel de la ligne de chemin de fer de Châteaubriant à Ploërmel, à voie métrique et voie unique ; elle dessert les gares de Guipry, Pipriac-Lohéac, Maure, Brulais, Guer, Port-Sec de Porcaro et Augan.
La ligne des Tramways d'Ille-et-Vilaine  allant de Bréal-sous-Montfort (correspondance avec la ligne de Rennes à Plélan-le-Grand) à Redon via Maure et Pipriac ouvrit en 1912 et ferma dès 1937.

## Héraldique
| Blason de Pipriac | Blason  | De sinople au livre ouvert d'or, à la champagne d'argent maçonnée du champ, au chef d'hermine. |
| Blason de Pipriac | Détails | Le statut officiel du blason reste à déterminer.                                               |

## Politique et administration

### Liste des maires
| Période                                  | Période                  | Identité                                 | Étiquette       | Qualité |
| ---------------------------------------- | ------------------------ | ---------------------------------------- | --------------- | --- |
| Les données manquantes sont à compléter. |                          |                                          |                 | |
| 1833                                     | 1836                     | Félix Martin-Lagrée                      |                 | |
| 1836                                     | 1840 (décès)             | Guillaume-François Baron de la Villebaud |                 | Chevalier de la Légion d'honneur |
| 1840                                     | novembre 1851 (décès)    | Olivier Ange Marie Desbrulais            |                 | Médecin |
| 1852                                     | 1859 (décès)             | Pierre Maignan                           |                 | |
| 1859                                     | 1864                     | Olivier Arnaud Henri Desbrulais          |                 | Chevalier de la Légion d'honneur |
| 1864                                     | 1871                     | François Aimé Passilé                    |                 | |
| 1871                                     | février 1886 (décès)     | Jean-Baptiste Lelièvre                   | Républicain     | Médecin Député d'Ille-et-Vilaine (1885 → 1886) Conseiller général de Pipriac (1871 → 1886) Officier d'Académie (1885)                                           |
| 1886                                     | 1892                     | Louis Lebreton                           |                 | Propriétaire |
| 1892                                     | 1893                     | Francisque de Trémaudan                  |                 | |
| 1893                                     | 1899                     | Charles Gauthier                         |                 | |
| 1900                                     | ?                        | Louis Lebreton                           |                 | Propriétaire |
| mai 1904                                 | février 1933 (décès)     | Louis Boutié                             |                 | Notaire honoraire |
| février 1933                             | octobre 1936 (démission) | Pierre Delacour (1873-1936)              | Union Nationale | Réélu en 1935 |
| novembre 1936                            | novembre 1940 (décès)    | Émile Leduc                              |                 | |
| mars 1941                                | ?                        | Alfred Daniel                            |                 | Ancien premier adjoint Nommé maire par arrêté préfectoral |
| Les données manquantes sont à compléter. |                          |                                          |                 | |
| décembre 1944                            | février 1945 (décès)     | Charles Lolivier                         |                 | Suppléant du juge de paix |
| février 1945                             | octobre 1947             | Pierre Simon                             | DVD             | Menuisier |
| octobre 1947                             | août 1954 (décès)        | Clément Le Rouzic                        | DVD Rép.ind.    | Médecin, commandant de réserve Conseiller général de Pipriac (1948 → 1954) Officier de la Légion d'honneur, Croix de guerre 1914-1918 avec palmes Réélu en 1953 |
| octobre 1954                             | mars 1971                | Louis Simon                              | -               | Notaire Réélu en 1959 et 1965 |
| mars 1971                                | mars 1983                | Jean Houssin                             | -               | Chef de travaux Réélu en 1977 |
| mars 1983                                | mars 1989                | Andrée Gueutier                          | DVD             | Commerçante |
| mars 1989                                | mars 2008                | Yannick Pinson                           | DVD             | Notaire Réélu en 1995 et 2001 |
| mars 2008                                | mai 2020                 | Marcel Bouvier                           | DVD             | Cadre technico-commercial retraité Réélu en 2014 |
| mai 2020                                 | En cours                 | Franck Pichot                            | PS              | Directeur d'une entreprise culturelle Conseiller départemental de Redon (2015 → )                                                                               |

### Jumelages
- Whitland (Royaume-Uni) depuis 1983.

## Démographie
L'évolution du nombre d'habitants est connue à travers les recensements de la population effectués dans la commune depuis 1793. Pour les communes de moins de 10 000 habitants, une enquête de recensement portant sur toute la population est réalisée tous les cinq ans, les populations de référence des années intermédiaires étant quant à elles estimées par interpolation ou extrapolation. Pour la commune, le premier recensement exhaustif entrant dans le cadre du nouveau dispositif a été réalisé en 2005.

En 2022, la commune comptait 3 871 habitants, en évolution de +3,67 % par rapport à 2016 (Ille-et-Vilaine : +5,46 %, France hors Mayotte : +2,11 %).
| 1793  | 1800  | 1806  | 1821  | 1831  | 1836  | 1841  | 1846  | 1851  |
| ----- | ----- | ----- | ----- | ----- | ----- | ----- | ----- | ----- |
| 2 540 | 3 150 | 3 003 | 3 088 | 2 845 | 3 152 | 3 116 | 3 120 | 3 209 |

| 1856  | 1861  | 1866  | 1872  | 1876  | 1881  | 1886  | 1891  | 1896  |
| ----- | ----- | ----- | ----- | ----- | ----- | ----- | ----- | ----- |
| 3 146 | 3 343 | 3 425 | 3 455 | 3 500 | 3 507 | 3 634 | 3 756 | 3 864 |

| 1901  | 1906  | 1911  | 1921  | 1926  | 1931  | 1936  | 1946  | 1954  |
| ----- | ----- | ----- | ----- | ----- | ----- | ----- | ----- | ----- |
| 3 878 | 3 899 | 3 756 | 3 386 | 3 309 | 3 270 | 3 161 | 3 032 | 2 919 |

| 1962  | 1968  | 1975  | 1982  | 1990  | 1999  | 2005  | 2006  | 2010  |
| ----- | ----- | ----- | ----- | ----- | ----- | ----- | ----- | ----- |
| 2 804 | 2 848 | 2 669 | 2 669 | 2 772 | 2 912 | 3 157 | 3 182 | 3 559 |

| 2015  | 2020  | 2022  | - | - | - | - | - | - |
| ----- | ----- | ----- | - | - | - | - | - | - |
| 3 699 | 3 847 | 3 871 | - | - | - | - | - | - |

## Lieux et monuments

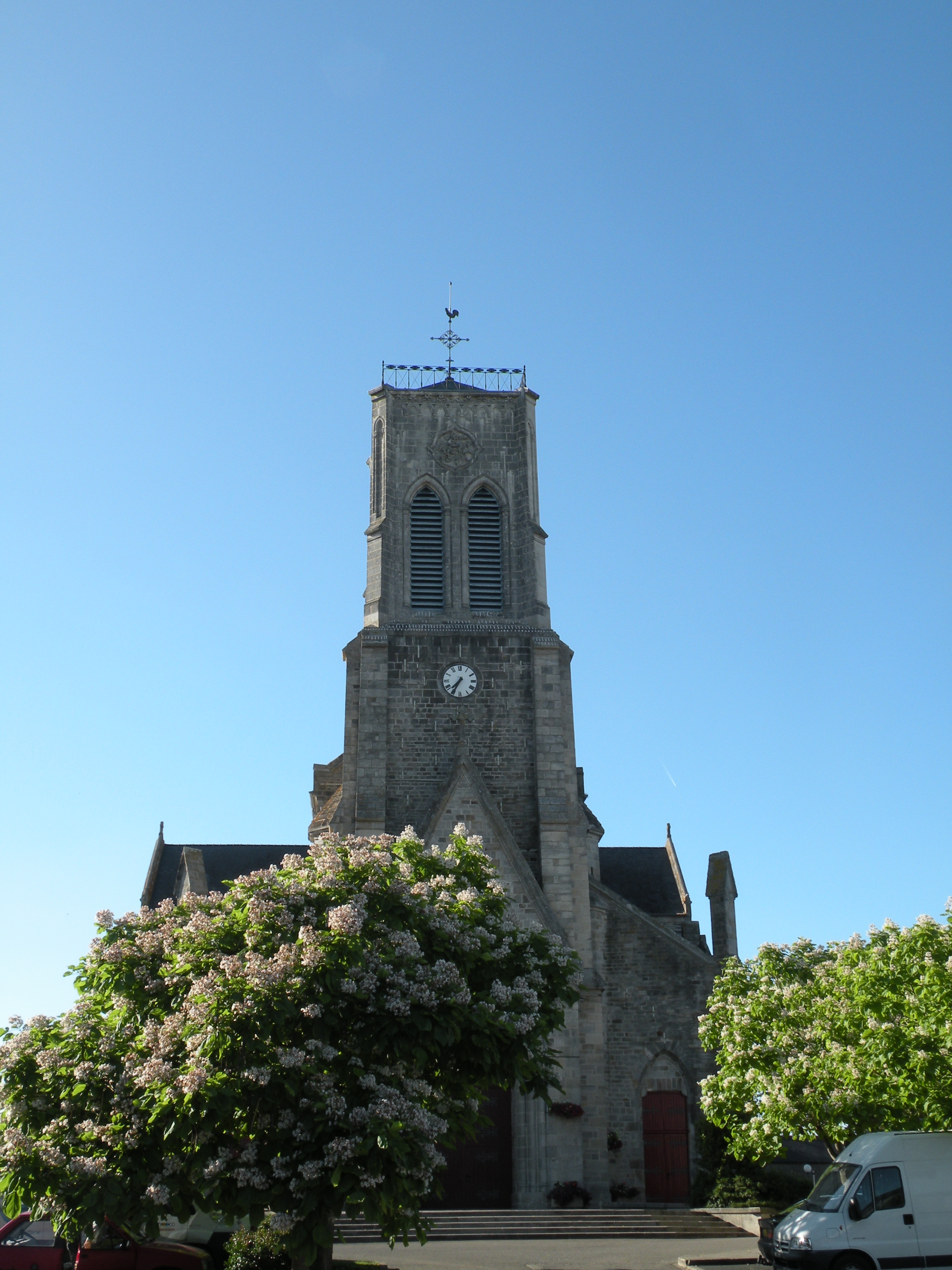
L'église
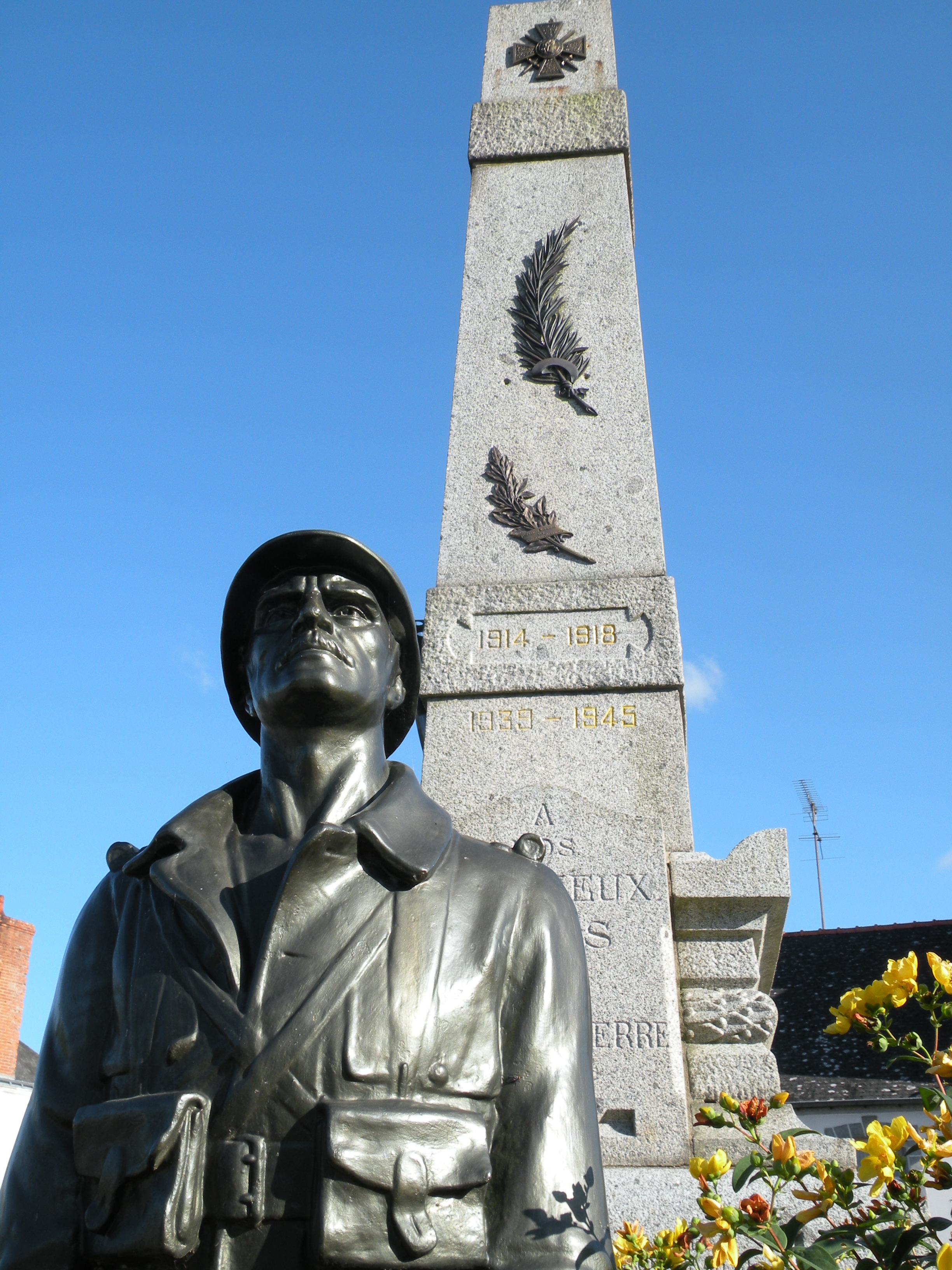
Le monument aux morts

## Personnalités liées à la commune
- Famille Barrin ;
- Famille Huchet
- Jean Brito, né à Pipriac vers 1415, exerça son activité de typographe à Bruges.
- Charles-Jean-François de Tanoüarn, seigneur du Chatel de Pipriac, chevalier de l'Ordre royal de Saint-Louis, né à Pipriac  le 8 octobre 1763, cadet-gentilhomme, puis officier au régiment de Berry en octobre 1779, émigré à l'Armée des princes en août 1791, puis à l'Armée de Condé de 1795 à 1797, ancien maire de Pipriac après 1801, mort le 17 juin 1815 à Pipriac.
- André Vauquelin de la Rivière(1747-1826), né le 18 février 1747 à Pipriac, député.
- César-Auguste de Lambert de Boisjan, châtelain du Tertre, né le 9 juillet 1780 à Pipriac, capitaine dans l'armée royale, dans la Légion du Morbihan en 1815, ancien maire de Pipriac jusqu'en 1830., mort au château du Tertre, le 3 août 1843.
- Gatien Chaplain-Duparc, ingénieur, archéologue et antiquaire, mort à Pipriac le 7 mars 1888.
- Alfred Daniel, maire de Rennes de 1923 à 1925, né à Pipriac.
- Pierre de Bellay, peintre né à Quimper en 1890. Il fit un séjour à Pipriac en 1942 où il peint une quinzaine de tableaux de Pipriac et ses environs. Ses œuvres sont conservées au musée de Vitré.
- Albert Poulain, conteur, ayant notamment collecté dans chants folkloriques dans la région de Pipriac.
- André Lebois (1915-1978), écrivain, poète, romancier, traducteur, biographe et historien de la littérature français, né à Pipriac.
- Abel Vallaud (1893-1944), lieutenant-colonel né à Pipriac, il fut résistant puis déporté et gazé à Hartheim. Officier de la Légion d'honneur, le Conseil Municipal de Pipriac a dénommé la place située au nord de l'Eglise "Place du lieutenant-colonel Abel Vallaud"[44],[45].